# Volvo Ocean Race
The Ocean Race (dawniej Volvo Ocean Race, wcześniej Whitbread Round The World Race) – załogowe etapowe regaty żeglarskie, dookoła Ziemi.

## Historia i trasa
Regaty odbywają się co trzy lata. Pierwszą edycję przeprowadzono na przełomie 1973/74 roku jako Whitbread Round The World Race.
Na początku lat 70. XX w. noszono się z zamiarem zorganizowania pierwszych załogowych regat dookoła świata. 19 maja 1972 ogłoszono w Londynie, że zostaną zorganizowane okołoziemskie regaty dla jachtów klasy I RORC. Organizatorem rozgrywki zostało stowarzyszenie Royal Naval Sailing Association (RNSA), a głównym sponsorem został producent marki piwa Whitbread. Na poszczególnych etapach rozgrywki współpracowały także Royal Naval, Royal Albert Yacht Club i Cruising Association of South Africa, Cruising Yacht Club of Australia oraz Late Clube de Rio de Janeiro.

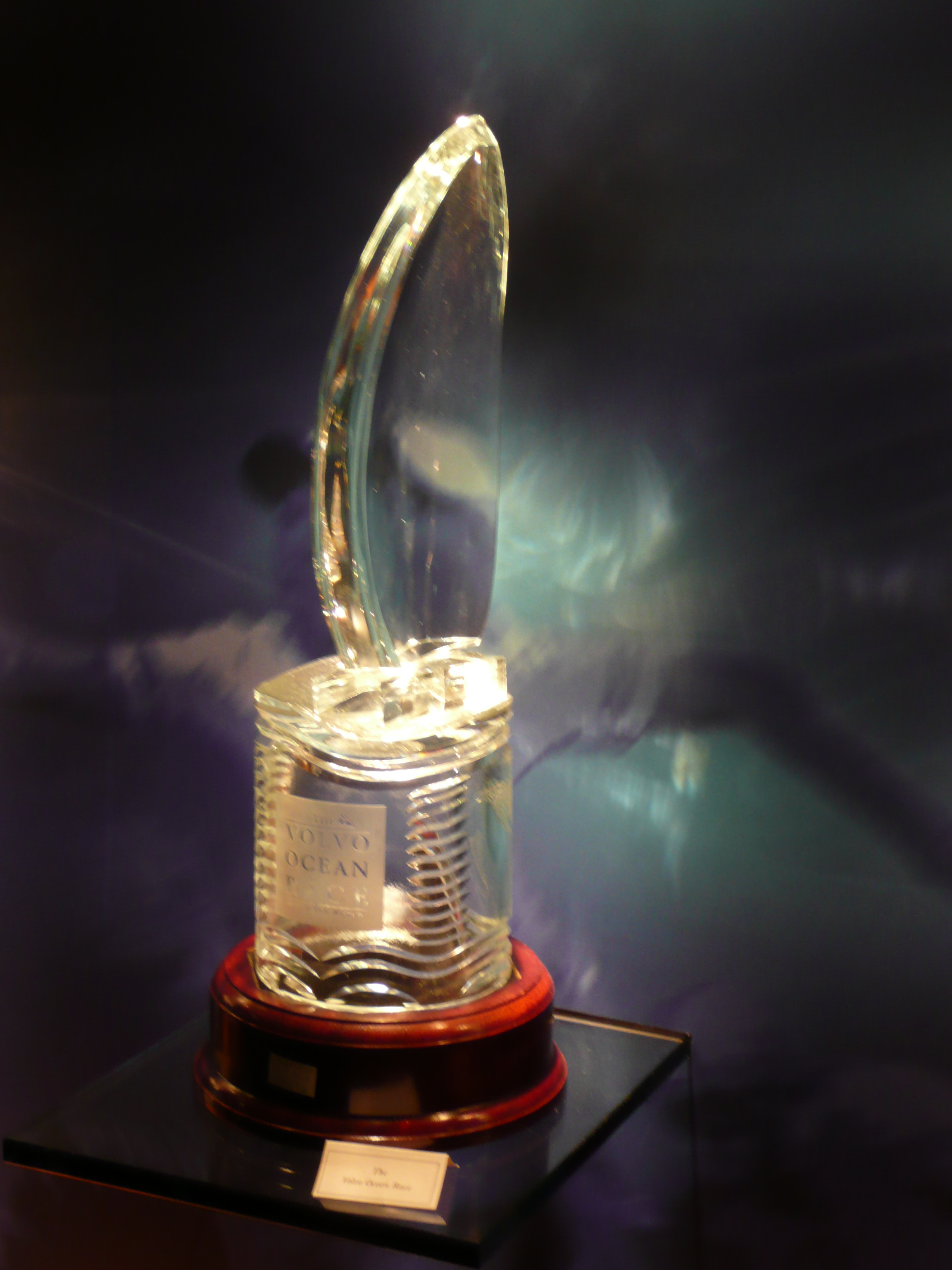
Trofeum Volvo Ocean Race

Start do pierwszych regat nastąpił 8 września 1973 o godz. 1200 w Portsmouth. Na brzegach zebrało się ok. 3000 widzów tego historycznego wydarzenia. Do wyścigu dopuszczono 20 a ruszyło 18 jachtów, reprezentowały one 8 bander: francuską 6, brytyjską 5, włoską 3, polską 2 oraz po jednym jachcie ze Szwecji, RPA, RFN i Meksyku. Załogi miały przed sobą do pokonania ok. 30 000 Mm podzielonych na 4 etapy: Portsmouth-Kapsztad-Sydney-Rio de Janeiro-Portsmouth (trasa wiodła XIX w. szlakiem kliprów). Całość trasy regat (4 etapy) ukończyło 14 jachtów. Oficjalne zamknięcie regat nastąpiło w londyńskim Mansion House 4 czerwca 1974.
W latach 1974–2001 start i meta regat znajdowały się w Wielkiej Brytanii w Portsmouth. Od 2001 start i metę rozlokowano w nowych portach Europy, od tegoż roku zmienił się główny sponsor rozgrywki a został nim koncern motoryzacyjny Volvo, wyścig przemianowano na Volvo Ocean Race. Została też zmieniona trasa na dłuższą ok. 39 000 Mm, a jachty zawijały także do portów Azji i na Bliski Wschód.
W 2019 zmieniono nazwę regat na The Ocean Race.

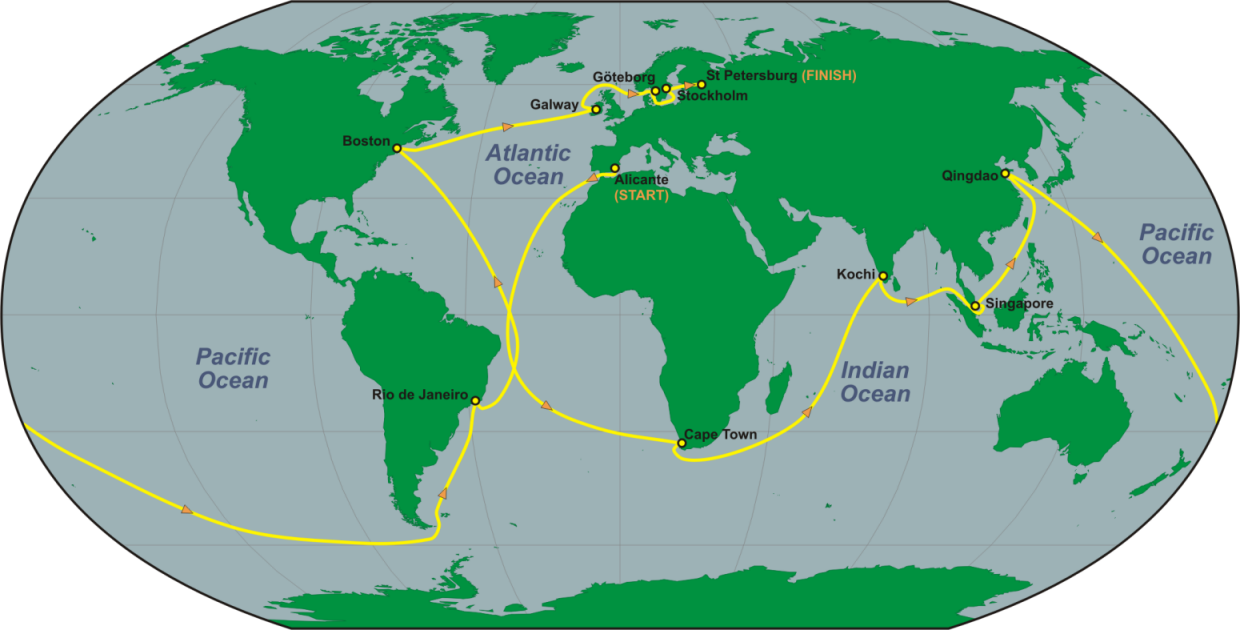
Trasa regat Volvo Ocean Race 2008/09

### Zwycięzcy regat
| Edycja | Rok     | Jacht                  | Bandera | Skiper                |
| ------ | ------- | ---------------------- | ------- | --------------------- |
| I      | 1973/74 | Sayula II              | MEX     | Ramón Carlin          |
| II     | 1977/78 | Flyer                  | HOL     | Conny van Rietschoten |
| III    | 1981/82 | Flyer                  | HOL     | Conny van Rietschoten |
| IV     | 1985/86 | L'Esprit d'Equipe      | FRA     | Lionel Péan           |
| V      | 1989/90 | Steinlager 2           | NZL     | Peter Blake           |
| VI     | 1993/94 | NZ Endeavour           | NZL     | Grant Dalton          |
| VII    | 1997/98 | EF Language            | SWE     | Paul Cayard           |
| VIII   | 2001/02 | Illbruck Challenge     | GER     | John Kostecki         |
| IX     | 2005/06 | ABN Amro I             | HOL     | Mike Sanderson        |
| X      | 2008/09 | Ericsson 4             | SWE     | Torben Grael          |
| XI     | 2011/12 | Groupama 4             | FRA     | Franck Cammas         |
| XII    | 2014/15 | Abu Dhabi Ocean Racing | ARE     | Ian Walker            |

### Edycje regat
Wynik (rezultaty) poszczególnych edycji regat:

#### Whitbread Round The World Race 1973/1974
- Start: 8 września 1973, godz. 1200
- Uczestnicy: 20 jachtów, 14 ukończyło
- Etapy: Portsmouth-Kapsztad (6650 Mm), Kapsztad-Sydney (6600 Mm), Sydney-Rio de Janeiro (8730 Mm), Rio de Janeiro-Portsmouth (5500 Mm)
- Meta: 11 kwietnia 1974, godz. 1330 (pierwszy na mecie)

| #   | Jacht            | Bandera | Czas | Miejsca na etapach |
| --- | ---------------- | ------- | ---- | ------------------ |
| 1   | Sayula II        | MEX     | 152d | 2, 1, 2, 4         |
| 2   | Adventure        | GBR     | 162d | 1, 9, 1, 1         |
| 3   | Grand Louis      | FRA     | 162d | 10, 2, 4, 5        |
| 4   | Kiter            | FRA     | 156d | 9, 3, 3, 8         |
| 5   | Guia             | ITA     | 177d | 5, 7, 5, 6         |
| 6   | Geart Britan II  | GBR     | 144d | 12, 6, 6, 2        |
| 7   | Second Life      | GBR     | bd.  | 11, 4, 8, 11       |
| 8   | CSeRB            | ITA     | bd.  | 13, 8, 7, 13       |
| 9   | British Solider  | GBR     | bd.  | 14, 10, 9, 10      |
| 10  | Tauranga         | ITA     | bd.  | 1, 12, 10, 9       |
| 11  | Copernicus       | POL     | 205d | 8, 11, 12, 14      |
| 12  | 33 Export        | FRA     | bd.  | 3, 16, 14, 3       |
| 13  | Otago            | POL     | 203d | 15, 13, 13, 15     |
| 14  | Peter von Danzig | FRG     | bd.  | 16, 14, 11, 16     |
| DNF | Pen Duick VI     | FRA     | bd.  | 17, 5, -, -        |
| DNF | Burton Cutter    | GBR     | bd.  | 6, -, -, 7         |
| DNF | Jakaranda        | RSA     | bd.  | 4, -, -, -         |
| DNF | Concorde         | FRA     | bd.  | -, 15, -, -        |
| DNF | Pen Duick III    | FRA     | bd.  | -, -, -, 12        |
| DNS | Keewaydin        | SWE     | -    | -, -, -, -         |

#### Whitbread Round The World Race 1977/1978
- Start: 27 sierpnia 1977
- Uczestnicy: 15 jachtów, wszystkie ukończyły
- Etapy: Southampton-Kapsztad, Kapsztad-Auckland, Auckland-Rio de Janeiro, Rio de Janeiro-Southampton

| #  | Jacht            | Bandera | Czas       |
| -- | ---------------- | ------- | ---------- |
| 1  | Flyer            | NLD     | 119d 1h    |
| 2  | King's Legend    | GBR     | 121d 11h   |
| 3  | Traité de Rome   | EU      | 121d 18h   |
| 4  | Disque d’Or      | CHE     | 122d 10h   |
| 5  | Adc Accutrac     | GBR     | 126d 20h   |
| 6  | Gauloises II     | FRA     | 127d 7h    |
| 7  | Adventure        | GBR     | 128d 2h    |
| 8  | Neptune          | FRA     | 130d 11h   |
| 9  | B&B Italia       | ITA     | 132d 2h    |
| 10 | 33 Export        | FRA     | 133d 31min |
| 11 | Tielsa           | NLD     | 133d 36min |
| 12 | Great Britian II | GBR     | 134d 10h   |
| 13 | Debenhams        | GBR     | 135d 19h   |
| 14 | Japy-Hermes      | FRA     | 143d 6h    |
| 15 | Heath's Condor   | GBR     | 144d       |

#### Whitbread Round The World Race 1981/1982
- Start: 8 sierpnia 1981
- Uczestnicy: 29 jachtów, 20 ukończyło
- Etapy: Southampton -Kapsztad, Kapsztad -Auckland, Auckland-Mar del Plata, Mar del Plata-Portsmouth

| # | Jacht | Bandera | Czas | Miejsca na etapach |
| - | ----- | ------- | ---- | ------------------ |

#### Whitbread Round The World Race 1985/1986
- Start:
- Uczestnicy:
- Etapy:
- Meta:

| # | Jacht | Bandera | Czas | Miejsca na etapach |
| - | ----- | ------- | ---- | ------------------ |

#### Whitbread Round The World Race 1989/1990
- Start:
- Uczestnicy:
- Etapy:
- Meta:

| #  | Jacht              | Bandera | Czas (strata) |
| -- | ------------------ | ------- | ------------- |
| 1  | Steinlager 2       | NZL     | 128d 9h       |
| 2  | Fisher & Paykel NZ | NZL     | 129d 21h      |
| 3  | Merit              | SUI     | 130d 10h      |
| 4  | Rothmans           | GBR     | 131d 4h       |
| 5  | The Card           | SWE     | 135d 7h       |
| 18 | Maiden             | GBR     | 167d 3h       |
| 21 | La Poste           | FRA     | 181d 2h       |

#### Whitbread Round The World Race 1993/1994
- Start:
- Uczestnicy:
- Etapy:
- Meta:

| #   | Jacht                | Bandera   | Czas (strata) |
| --- | -------------------- | --------- | ------------- |
| 1   | NZ Endeavour         | NZL       | 120d 5h       |
| 2   | Yamaha               | JPN / NZL | 120d 14h      |
| 3   | Merit Cup            | GBR       | 121d 2h       |
| 4   | Intrum Justitia      | EUR       | 121d 5h       |
| 5   | Galicia 93 Pescanova | ESP       | 122d 6h       |
| 6   | Winston              | USA       | 122d 9h       |
| 7   | La Poste             | FRA       | 122d 22h      |
| 8   | Tokio                | JPN       | 128d 16h      |
| 9   | Brooksfield          | ITA       | 130d 4h       |
| 10  | Hetman Sahaidachny   | UKR       | 135d 23h      |
| 11  | Reebok/Dolphin Youth | GBR       | 137d 21h      |
| 12  | Heineken             | USA       | 138d 16h      |
| 13  | Odessa               | UKR       | 158d 4h       |
| DNF | Fortuna              | ESP       | -             |

#### Whitbread Round The World Race 1997/1998
- Start: 21 września 1997
- Uczestnicy: 10 jachtów, 9 ukończyło
- Etapy: Southampton – Kapsztad, Kapsztad – Fremantle, Fremantle – Sydney, Sydney – Auckland, Auckland – São Sebastião, São Sebastião – Fort Lauderdale, Fort Lauderdale – Baltimore, Baltimore – La Rochelle, La Rochelle – Southampton (9)
- Meta: 22 maja 1998

| #   | Jacht               | Bandera | Czas |
| --- | ------------------- | ------- | ---- |
| 1   | EF Language         | SWE     | 836  |
| 2   | Merit Cup           | MON     | 698  |
| 3   | Swedish Match       | SWE     | 689  |
| 4   | Innovation Kvaerner | NOR     | 633  |
| 5   | Silk Cut            | GBR     | 630  |
| 6   | Chessie Racing      | USA     | 613  |
| 7   | Toshiba             | USA     | 528  |
| 8   | Brunel Sunergy      | HOL     | 415  |
| 9   | EF Education        | SWE     | 275  |
| DNF | America's Challenge | USA     | 58   |

#### Volvo Ocean Race 2001/2002
- Start: 23 września 2001
- Uczestnicy: 8 jachtów
- Etapy: Southampton - Kapsztad, Kapsztad - Sydney, Sydney - Hobart - Auckland, Auckland - Rio de Janeiro, Rio de Janeiro - Miami, Miami - Baltimore, Annapolis - La Rochelle, La Rochelle - Göteborg, Göteborg - Kilonia (9)
- Meta: 8 czerwca 2002

| # | Jacht              | Bandera | Punkty |
| - | ------------------ | ------- | ------ |
| 1 | Illbruck Challenge | GER     | 61     |
| 2 | ASSA ABLOY         | SWE     | 55     |
| 3 | Amer Sports One    | USA     | 44     |
| 4 | Team Tyco          | BER     | 42     |
| 5 | News Corp          | AUS     | 41     |
| 6 | Djuice Dragons     | NOR     | 33     |
| 7 | Team SEB           | SWE     | 32     |
| 8 | Amer Sports Too    | USA     | 16     |

#### Volvo Ocean Race 2005/2006
- Start: 5 grudnia 2005
- Uczestnicy:
- Etapy: Vigo - Kapsztad, Kapsztad - Melbourne, Melbourne - Wellington, Wellington - Rio de Janeiro, Rio de Janeiro - Baltimore, Annapolis - Nowy Jork, Nowy Jork - Portsmouth, Portsmouth - Rotterdam, Rotterdam - Göteborg (9)
- Meta: 17 czerwca 2006

| # | Jacht                                      | Bandera | Punkty |
| - | ------------------------------------------ | ------- | ------ |
| 1 | ABN AMRO ONE                               | HOL     | 96,0   |
| 2 | Pirates of the Caribbean                   | USA     | 73,0   |
| 3 | Brasil 1                                   | BRA     | 73,0   |
| 4 | ABN AMRO TWO                               | HOL     | 58,5   |
| 5 | Ericsson Racing Team                       | SWE     | 55,0   |
| 6 | Movistar                                   | ESP     | 48,0   |
| 7 | Sunergy and Friends ING Real Estate/Brunel | AUS     | 15,5   |

#### Volvo Ocean Race 2008/2009
- Start: 4 października 2008
- Uczestnicy: 8 jachtów
- Etapy: Alicante - Kapsztad, Kapsztad - Kōchi, Kōchi - Singapur, Singapur - Qingdao, Qingdao - Rio de Janeiro, Rio de Janeiro - Boston, Boston - Galway, Galway - Marstrand, Marstrand - Sztokholm, Sztokholm - Petersburg
- Meta: czerwiec 2009 (czas przewidywany)

| # | Załoga                   | Jacht           | Bandera | Punkty |
| - | ------------------------ | --------------- | ------- | ------ |
| 1 | Ericsson Racing Team     | Ericsson 4      | SWE     | 114,5  |
| 2 | Puma Ocean Racing        | Il Mostro       | USA     | 105,5  |
| 3 | Telefónica Blue          | H.R.M. Elena    | ESP     | 98,0   |
| 4 | Ericsson Racing Team     | Ericsson 3      | SWE     | 78,0   |
| 5 | Green Dragon Racing Team | Green Dragon    | IRL     | 64,0   |
| 6 | Telefónica Black         | H.R.M. Cristina | ESP     | 58,0   |
| 7 | Team Delta Lloyd         | NED 1           | HOL     | 39,5   |
| 8 | Team Russia              | Kosatka         | RUS     | 10,5   |

#### Volvo Ocean Race 2011/2012
- Start: 5 listopada 2011
- Uczestnicy: 6 zespołów: Abu Dhabi Ocean Racing, Puma Ocean Racing by Berg, Camper with Emirates Team NZ, Team Sanya, Groupama Sailing Team, Team Telefónica
- Etapy: Alicante - Kapsztad - Abu Zabi - Sanya - Auckland - Itajai - Miami - Lizbona - Lorient - Galway
- Meta: Galway, Irlandia

| # | Załoga                       | Jacht             | Bandera | Czas |
| - | ---------------------------- | ----------------- | ------- | ---- |
| 1 | Abu Dhabi Ocean Racing       | Azzam             | ARE     | -    |
| 2 | CAMPER with Emirates Team NZ | CAMPER Lifelovers | NZL     | -    |
| 3 | Groupama Sailing Team        | Groupama 70       | FRA     | -    |
| 4 | PUMA Ocean Racing by BERG    | Mar Mostro        | USA     | -    |
| 5 | Team Sanya                   | Sanya Lan         | CHN     | -    |
| 6 | Team Telefónica              | Telefónica        | ESP     | -    |

## Zdjęcia z regat

Jachty Volvo Ocean Race 2008/2009
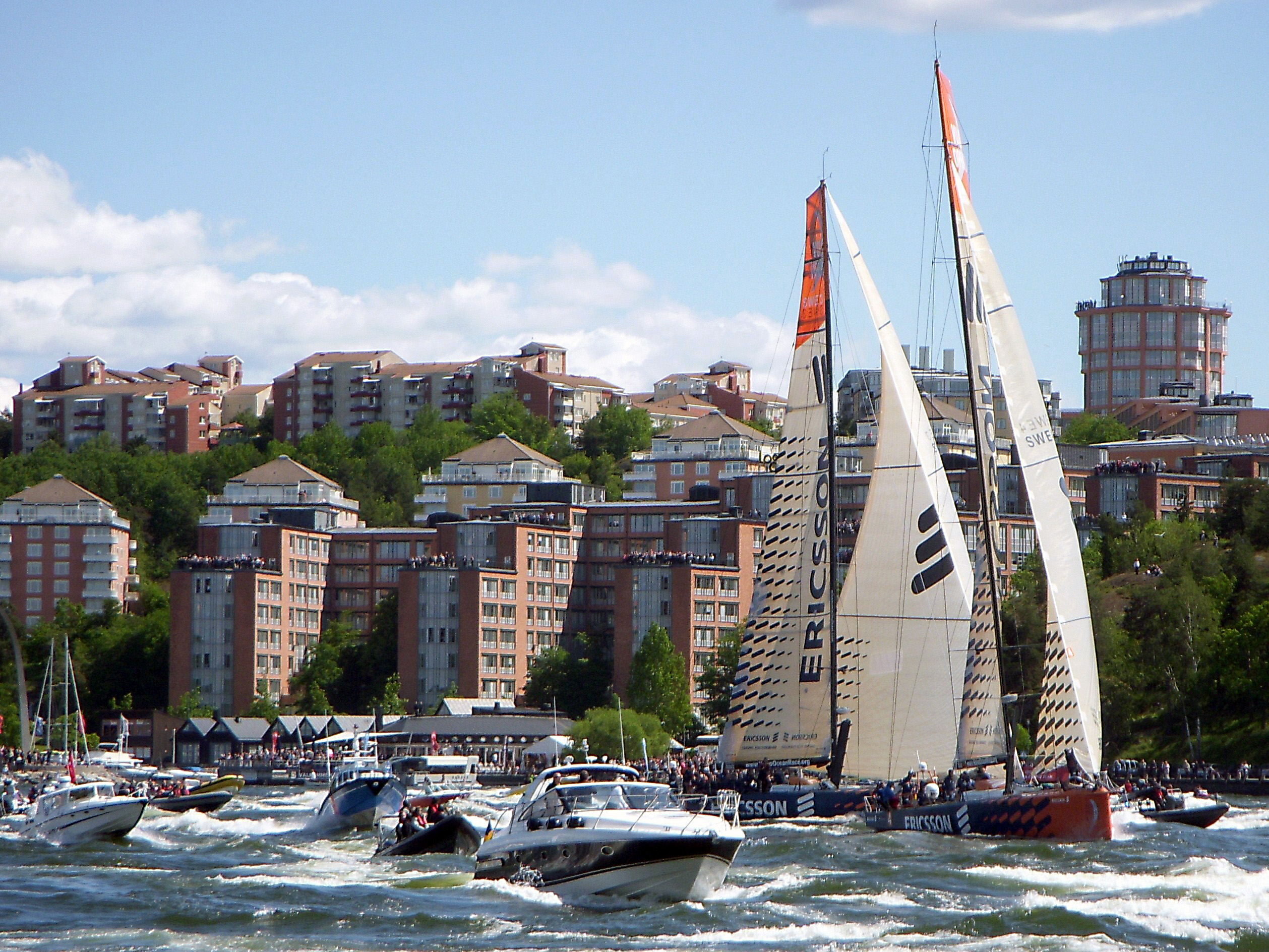
Ericsson 3 i Ericsson 4 (Sztokholm)
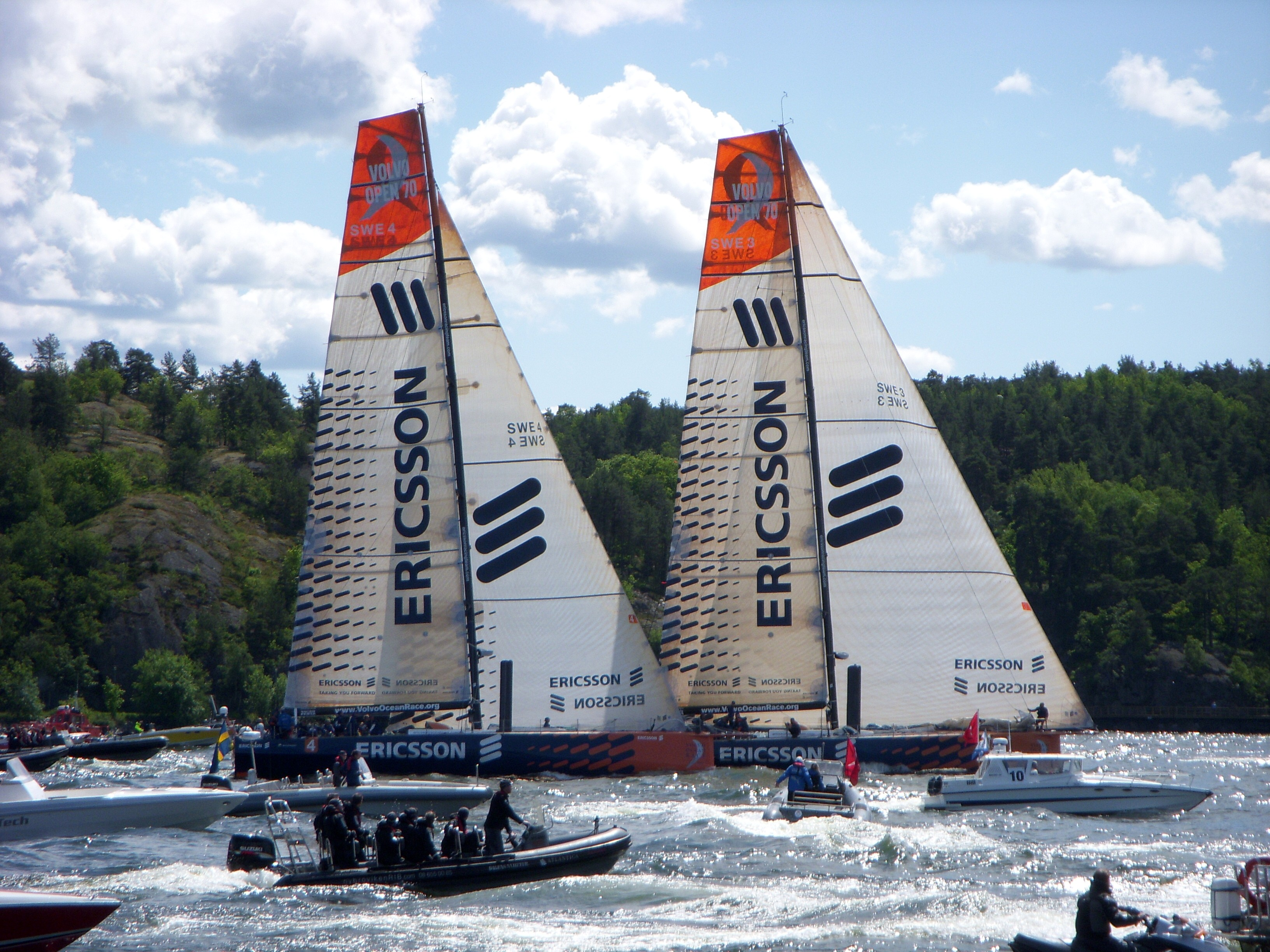
Ericsson 3 i Ericsson 4 (Sztokholm)
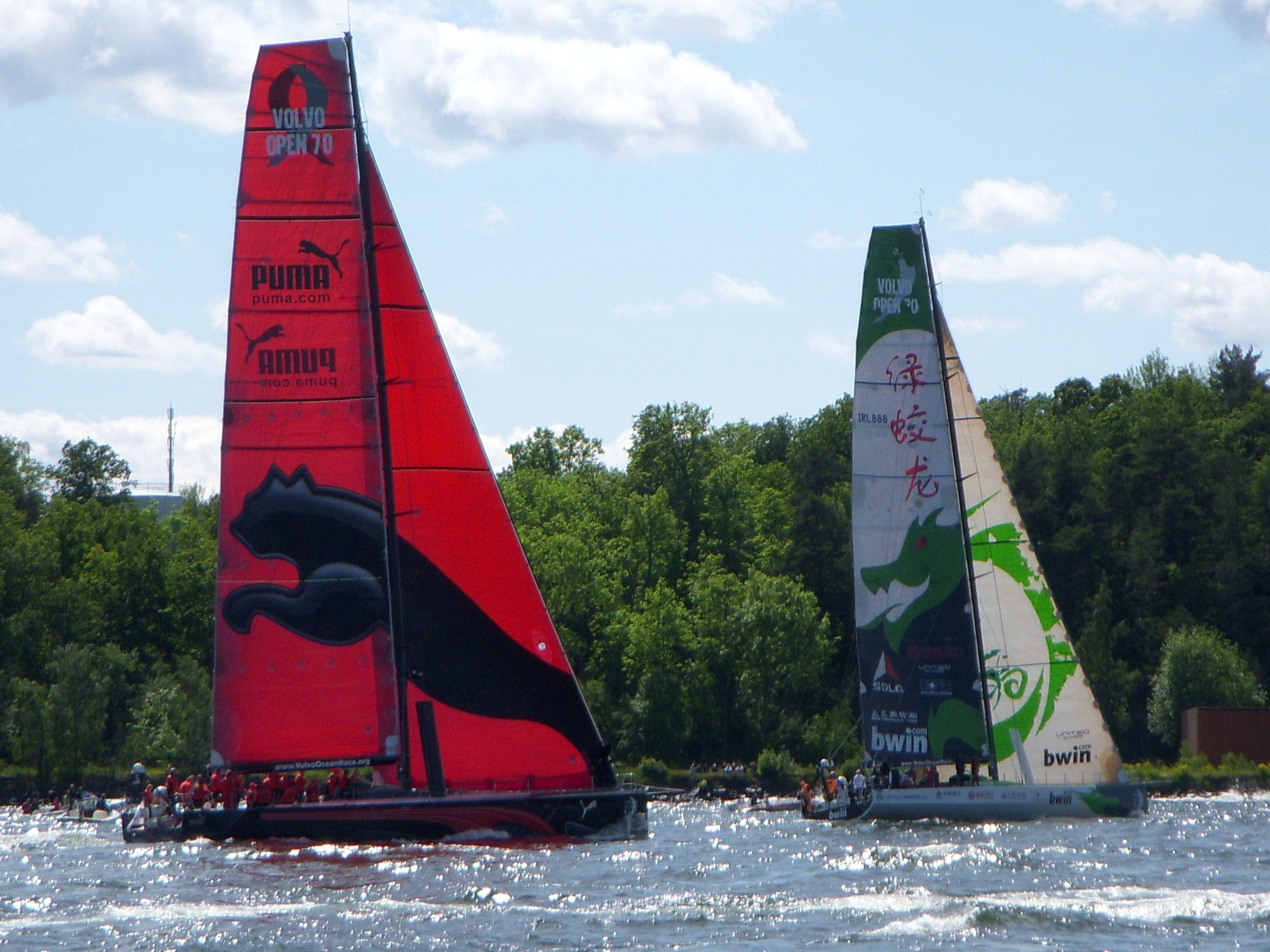
Puma and Green Dragon (Sztokholm)
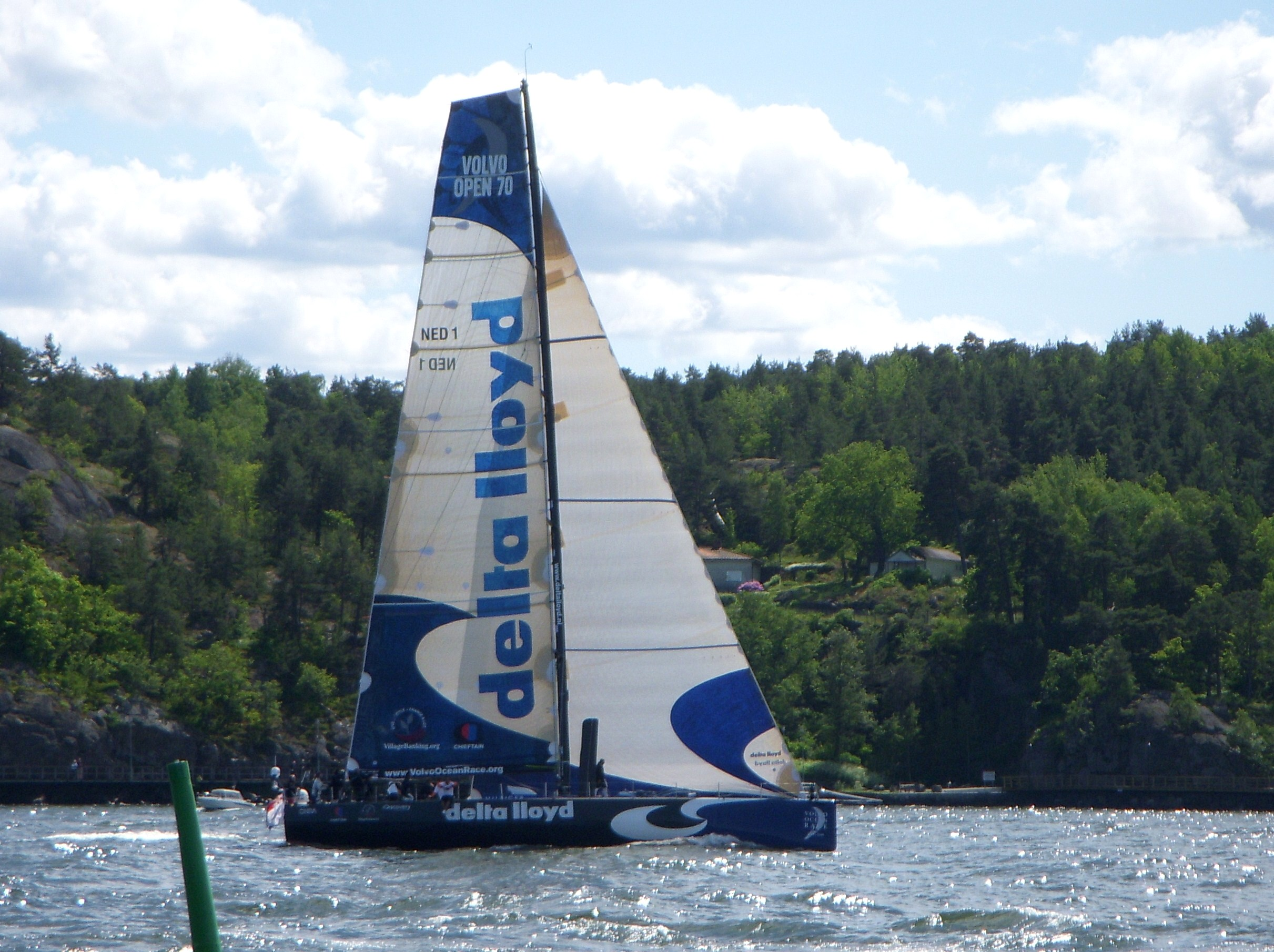
Delta Lloyd (Sztokholm)
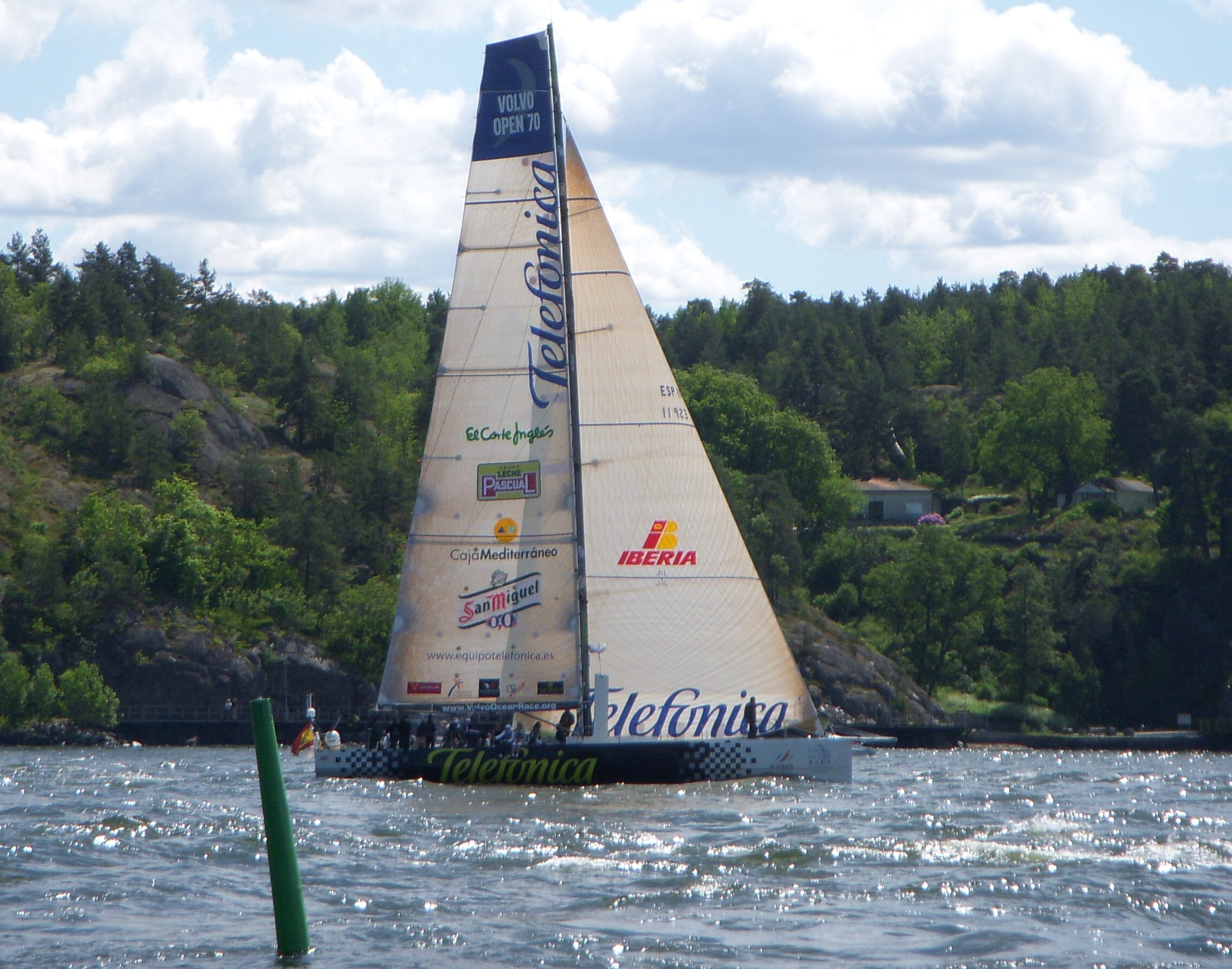
Telefónica Black (Sztokholm)
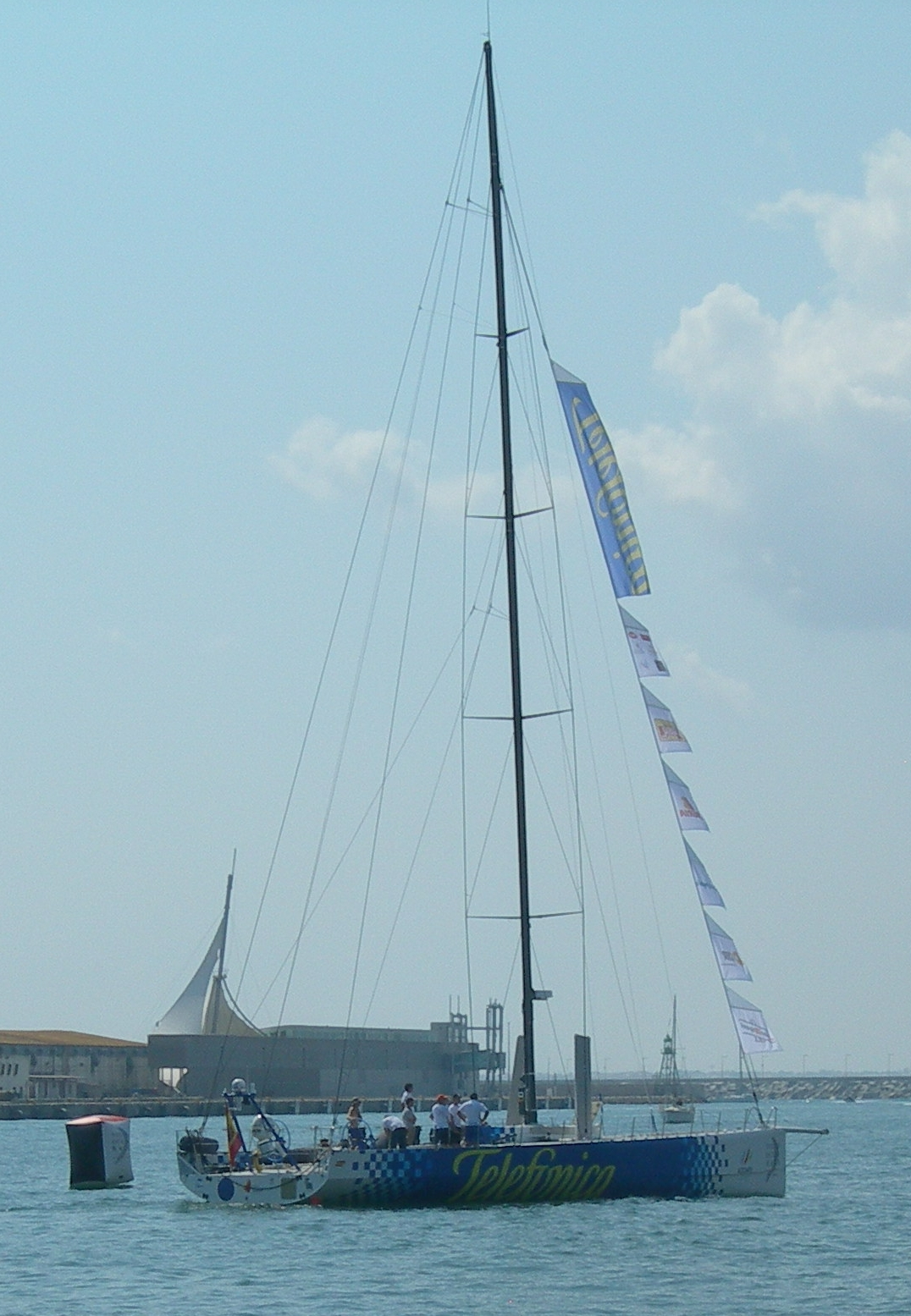
Telefónica Blue (Alicante)